# 张烈辉
张烈辉，西南石油大学教授，中国教育部长江学者特聘教授，主要从事复杂油气藏渗流理论、试井及数值模拟方向的科研工作。

## 生平
张烈辉毕业于西南石油大学，1995年获油气田开发工程博士学位并留校任教，2022年起担任西南石油大学党委副书记、校长；2023年起任西南石油大学党委书记。

## 社会兼职
担任《天然气工业》、《特种油气藏》、《大庆石油地质与开发》、《油气藏评价与开发》等期刊编委。

## 荣誉
- 中国国家杰出青年基金获得者
- 中国教育部长江学者特聘教授
- 新世纪首批百千万人才工程国家级人选
- 享受中国国务院政府津贴专家